# پردیس سینمایی شکوفه
پردیس سینمایی شکوفه (نام‌های پیشین: سینما سیلوانا - سینما ملت) از  مجموعه‌های سینمایی تهران است.  این سینما در سال ۱۳۴۰ و در سه سالن با ظرفیت ۷۷۰ نفر تأسیس شد. این سینما دارای درجه کیفی "مدرن" می‌باشد. این سینما متعلق به مؤسسه فیلمیران می‌باشد و در سال ۱۳۸۹ توسط مؤسسه سینما شهر بازسازی شده‌است. 
سینما پردیس شکوفه در ضلع جنوب غربی میدان شهدا قرار دارد و نام آن پس از نوسازی، از سینما ملت به پردیس سینمایی شکوفه تغییر کرد.